# Hugo Soly

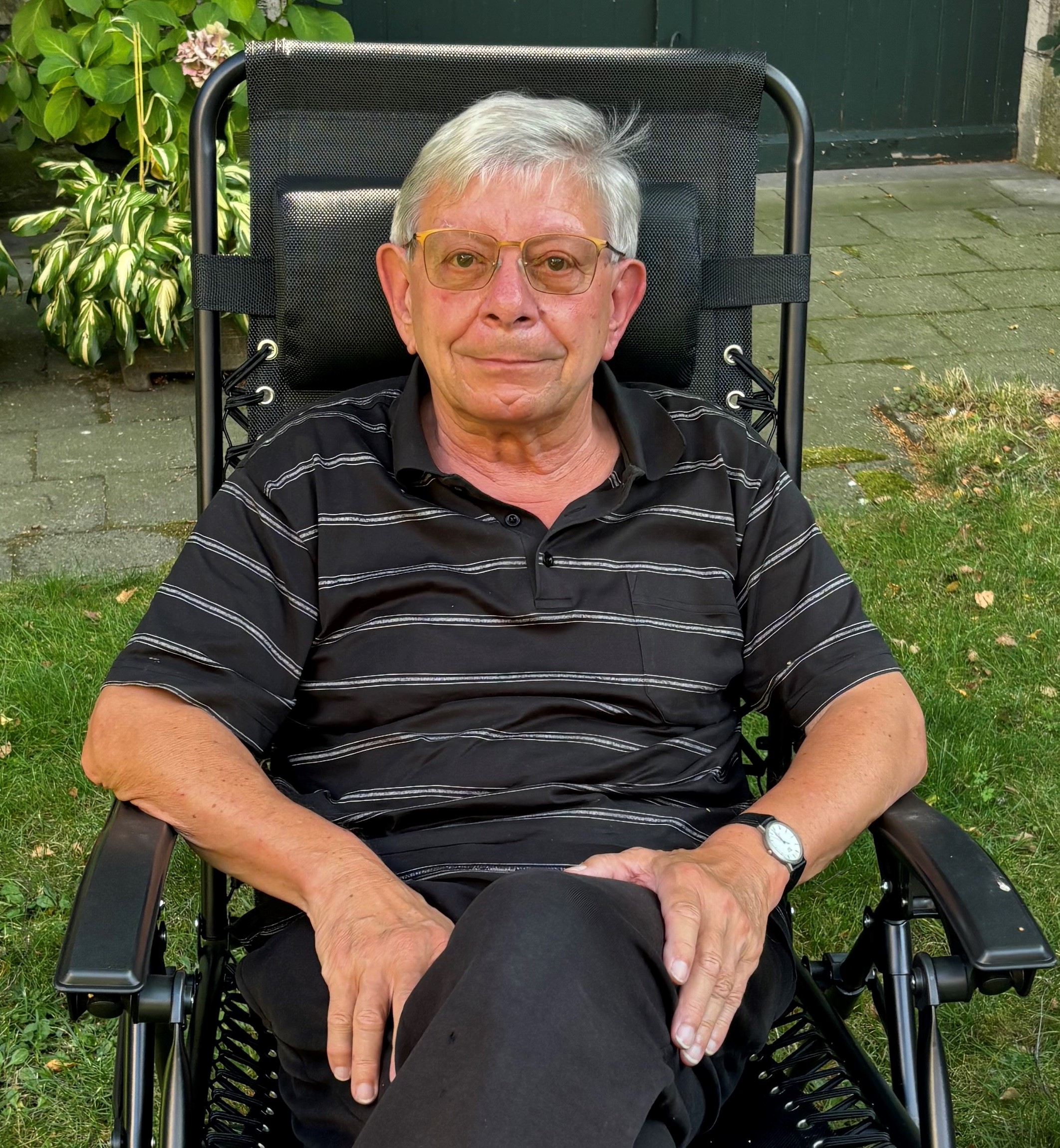
Hugo Soly

Hugo Soly (Antwerpen, 27 augustus 1945) is een Belgisch historicus. Sedert 2011 is hij professor emeritus aan de Vrije Universiteit Brussel en gasthoogleraar aan de Universiteit Antwerpen. Hij publiceert over Europese sociaal-economische geschiedenis, van de klassieke oudheid tot de negentiende eeuw, met focus op de vroegmoderne periode. 

## Loopbaan
Soly studeerde geschiedenis aan de Universiteit Gent, waar hij in 1973 promoveerde op een proefschrift over urbanisme en kapitalisme te Antwerpen in de 16de eeuw, dat een jaar later met de Geschiedenisprijs Pro Civitate van het Gemeentekrediet van België werd bekroond. Van 1974 tot 1987 werkte hij aan de Universiteit Gent. Van 1987 tot zijn emeritaat in 2011 doceerde hij Geschiedenis van de Nieuwe Tijd aan de Vrije Universiteit Brussel, waar hij van 1994 tot 2002 tevens directeur van het Onderzoekscentrum PIPA (Pre-industriële Productieprocessen en Arbeidsverhoudingen) was, en van 2002 tot 2011 stichter en hoofd van het Onderzoekscentrum HOST (Historisch Onderzoek naar Stedelijke Transformatieprocessen). In 2001 verleende de Universiteit Antwerpen hem de Belgische Francqui Leerstoel.

## Publicaties, een selectie
- 'Urbanisme en kapitalisme te Antwerpen in de 16de eeuw. De stedebouwkundige en industriële ondernemingen van Gilbert van Schoonbeke. Brussel: Gemeentekrediet van België, Historische Uitgaven Pro Civitate, 1977
- De stad Antwerpen van de Romeinse Tijd tot de 17de eeuw.  Topografische studie rond het plan van Virgilius Bononiensis, 1565. Met Leon Voet, Adriaan Verhulst, Gustaaf Asaert en Francine de Nave. Brussel, Gemeentekrediet van België, Historische Uitgaven Pro Civitate, 1978
- Poverty and Capitalism in Pre-Industrial Europe. Met Catharina Lis. Brighton: Harvester Press, en New Jersey: Humanities Press, 1979; paperback edition: 1982. Nederlandse vertaling: Armoede en kapitalisme in pre-industrieel Europa. Antwerpen: Standaard Uitgeverij, 1982 (tweede druk)
- Op vrije voeten? Sociale politiek in West-Europa, 1450-1914. Met Catharina Lis en Dirk Van Damme. Leuven: Kritak, 1985; tweede druk: 1986
- Een groot bedrijf in een kleine stad: de firma De Heyder en Co. te Lier, 1757-1834.  Met Catharina Lis. Lier: Genootschap voor Geschiedenis, 1987
- Te gek om los te lopen? Collocatie in de 18de eeuw. Met Catharina Lis. Turnhout: Brepols, 1990
- Before the Unions: Wage Earners and Collective Action in Europe, 1300-1850. Red. met Catharina Lis en Jan Lucassen. Cambridge: Cambridge University Press, 1994 (International Review of Social History, Supplement 2)
- Werken volgens de regels. Ambachten in Brabant en Vlaanderen, 1500-1800. Red. met Catharina Lis. Brussel: VUBPress, 1994
- De centrale overheidsinstellingen van de Habsburgse Nederlanden, 1482-1795. Red. met Erik Aerts, Michel Baelde, Herman Coppens, Hugo de Schepper, Alfons Thijs en Karin Van Honacker. Brussel, Algemeen Rijksarchief, 1994
- Minderheden in Westeuropese steden, 16de - 20ste eeuw. Minorities in West European Cities, 16th-20th Century. Red. met Alfons Thijs. Brussel en Rome, Belgisch Historisch Instituut te Rome - Institut Historique Belge de Rome, 1995
- Disordered Lives: Eighteenth-Century Families and Their Unruly Relatives. Met Catharina Lis. Cambridge: Polity Press, 1996
- Werelden van verschil. Ambachtsgilden in de Lage Landen. Red. met Catharina Lis. Brussel: VUBPress, 1997
- Karel V, 1500-1558. De Keizer en zijn tijd. Redactie. Antwerpen: Mercatorfonds, 1999
- Tussen dader en slachtoffer: jongeren en criminaliteit in historisch perspectief. Red. met Catharina Lis. Brussel: VUBPress, 2000
- Craft Guilds in the Early Modern Low Countries: Work, Power and Representation. Red. met Catharina Lis, Jan Lucassen en Maarten Prak.  Aldershot: Ashgate, 2006
- Worthy Efforts: Perceptions of Work and Workers in Pre-Industrial Europe. Met Catharina Lis. Leiden & Boston: Brill, 2012
- Labour Laws in Western Europe:, 13th-16th Centuries: Patterns of Political and Socio-Economic Rationality, in: Working on Labor: Essays in Honor of Jan Lucassen, ed. Marcel van der Linden. Leiden: Brill, 2012, pp. 299-321, met Catharina Lis
- ‘Exploring Ideas About Work and Workers in Pre-Industrial Europe and Other Parts of the World’, Tijdschrift voor Sociale en Economische Geschiedenis, 11, 2014,  pp. 153-174, met Catharina Lis
- ‘Work, Identity and Self-Representation in the Roman Empire and the West-European Middle Ages: Different Interplays between the Social and the Cultural’, in Work, Labour, and Professions in the Roman World, ed. Christian Laes en Koen Verboven  (Leiden & Boston: Brill, 2017), pp. 262-289. Met Catharina Lis
- Gilbert van Schoonbeke, 1519-1556: visionair ondernemer in Anwerpens Gouden Eeuw. Redactie. Antwerpen: Pandora Publishers 2019
- Capital at Work in Antwerp’s Golden Age. Turnhout: Brepols, 2021 (Studies in European Urban History, 5).